# Stolz

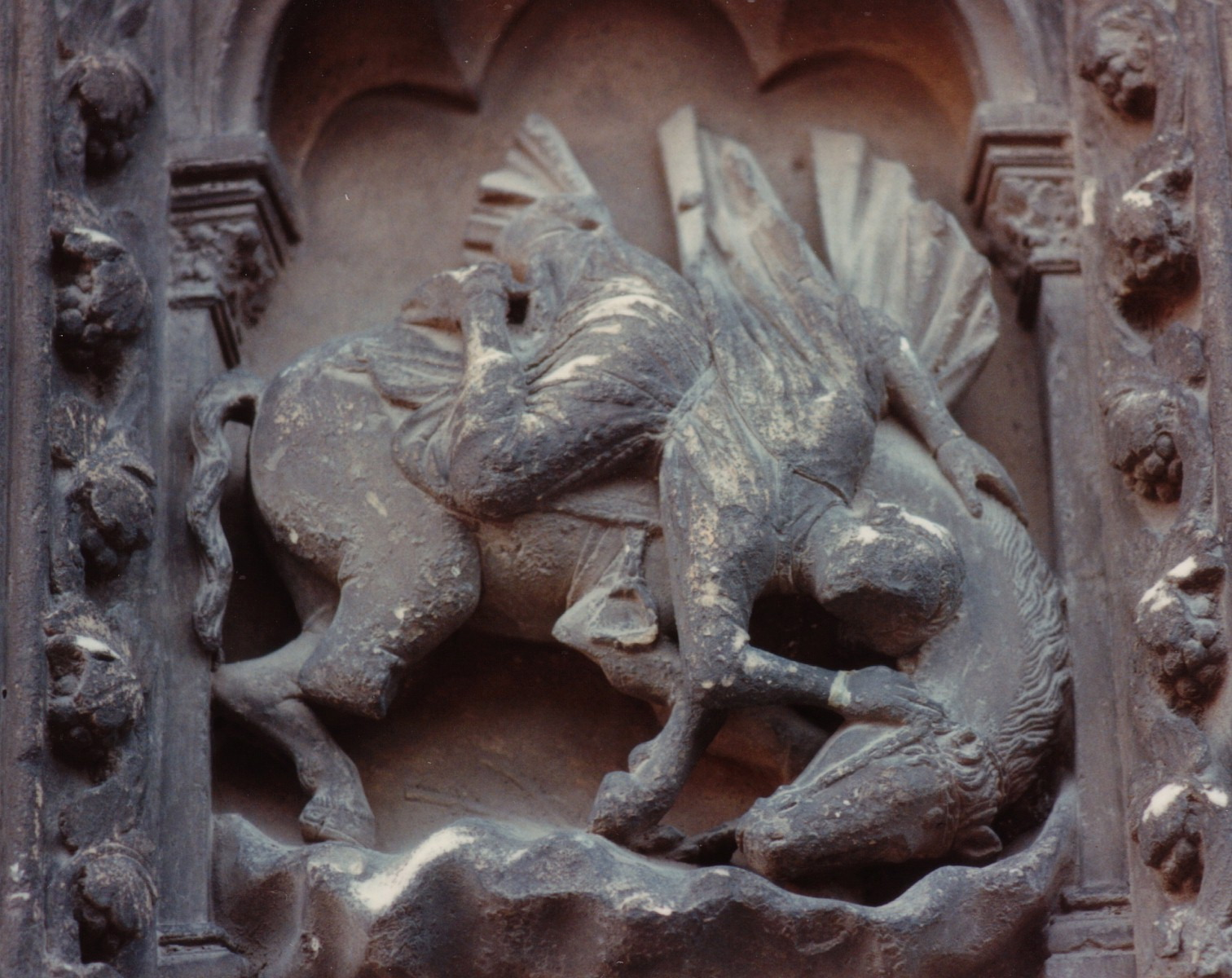
Frankreich Kathedrale von Chartres „Stolz“

Stolz (von mittelniederdeutsch stolt „prächtig“, „stattlich“) ist das Gefühl einer großen Zufriedenheit mit sich selbst oder anderen, einer Hochachtung seiner selbst – sei es der eigenen Person, sei es in ihrem Zusammenhang mit einem hoch geachteten bzw. verehrten „Ganzen“. Eine zweite Bedeutung des Wortes Stolz, welche in der Alltagssprache mittlerweile eine untergeordnete Rolle spielt, ist ein von Selbstüberschätzung geprägtes Denken oder Verhalten; hierfür sei auf den Artikel Hochmut (Begriffsgeschichte) verwiesen. 
Der leistungsbezogene Stolz ist die Freude, die der Gewissheit entspringt, etwas Besonderes, Anerkennenswertes oder Zukunftsträchtiges geleistet zu haben. Dabei kann der Maßstab, aus dem sich diese Gewissheit ableitet, sowohl innerhalb eines eigenen differenzierten Wertehorizonts herausgebildet als auch gesellschaftlich tradiert sein. Im ersten Fall fühlt man sich selbst bestätigt und in seiner Weltanschauung bestärkt („Ich bin stolz auf mich“), im anderen Fall sonnt man sich in der gesellschaftlichen Anerkennung („Ich bin stolz, etwas für meine Stadt geleistet zu haben“). Stolz kann neben besonderen Leistungen aber auch durch andere positiven Eigenschaften hervorgerufen werden und kann sich auch auf andere Personen (Familie, Freunde) oder eine Gruppe, mit der man sich verbunden fühlt, beziehen. 
Stolz ist eine sekundäre Emotion und entwickelt sich erst im Kleinkindalter.
Die Gemütsbewegung wird durch eindeutige, in allen menschlichen Kulturen gleichartige Gesten und Gebärden (aufrechte Körperhaltung, zurückgelegter Kopf, Arme vom Körper gestreckt) ausgedrückt und wird daher universell erkannt.

## Evolutionäre Funktion
Stolz dient der Signalisierung eines hohen sozialen Status. Individuen, die einen hohen Status erfolgreich kommunizieren, können ihren Zugang zu knappen Ressourcen absichern. Eine Stratifizierung nach Status innerhalb einer Gruppe kann zudem Machtverhältnisse, Kooperationen und soziale Interaktionen erleichtern.

## Wertung
Mitunter wird der Stolz in zwei Formen unterteilt: eine gesunde und eine kranke, das heißt neurotische Form (zum Beispiel propagiert von Karen Horney in ihrem Buch Neurose und menschliches Wachstum). Neurotischer Stolz kann es sein, wenn man stolz auf etwas ist, was man nicht selber geschaffen hat; es kann auch neurotisch sein, stolz zu sein auf destruktive Leistungen gegen Menschen (zum Beispiel Stolz, möglichst viele Leute betrogen zu haben).
Stolz auf eine Leistung, die man für sich oder andere erbracht hat (beispielsweise Ablegen einer Dissertation, Abitur), gilt als legitim.
Hierbei kann man differenzieren, ob dieser eben erwähnte Stolz auf gesellschaftliche Anerkennung abzielt oder ob man stolz auf sich selbst ist – im Sinne einer persönlichen Eigenschaft oder das Gestilltsein des Drangs/Bedürfnisses nach Zufriedenheit bzw. Anerkennung (was sich in einen Hochmut steigern kann).

„Ich möchte gern, daß man Stolz als eine edle Eigenschaft der Seele ansähe; als ein Bewußtsein wahrer innerer Erhabenheit und Würde; als ein Gefühl der Unfähigkeit, niederträchtig zu handeln.“

## Spieltheorie
Stolz kann auch da „gesund“ sein, wo er zu einem irrational scheinenden Verzicht auf die Maximierung einer Nutzfunktion in Spielen (zum Beispiel in Verhandlungen) führt. In der Spieltheorie erweisen sich sogar „falscher Stolz“ und „Trotz“ als treibende Kraft rationaler Spielzüge, wenn sie zwar nicht die Nutzfunktion, um die gespielt wird, maximieren, aber – im Metaspiel – die Spielregeln selbst zu Gunsten des scheinbar irrationalen Spielers beeinflussen. (Es kann sich dabei auch um eine Veränderung der Spielregeln zu Gunsten des Clans dieses Spielers handeln.) Die Spieltheorie kann auch zeigen, dass das Zusammentreffen von Stolz und Schwäche kein Widerspruch ist. Stolz wird oft im Kontrast zu fehlenden Handlungsoptionen eines Spielers (eines Verhandlers) gesehen, aber gerade in einer schwachen Position hilft die Drohung mit scheinbar irrationalen Spielzügen. Darum ist Stolz auch in Verhandlungen zwischen Vertretern von Staaten eine rational einsetzbare Funktion.